# Фанданго
Вижте пояснителната страница за други значения на Фанданго.
Група Фанданго е българска рок група, създадена през пролетта на 1998 г. в град Бургас от Христо Стефанов и приятели. Стават известни с песните „Фанданго“, „Не мога без теб“, „Миг от приказка“, „Вярвай в мечтите“ и др.

## 1998 – 2005
В началото групата е в състав : Христо Стефанов – вокал, бас китара; Георги Русев – бас китара; Светослав Михайлов – китара, вокал. По-късно се присъединяват Атанас Миларов – ударни и Росен Сеновски – китара.
Фанданго свирят основно в стил поп-рок. Техният дебютен албум озаглавен "Фанданго" излиза през Декември 2000 г. С него печелят статуетка за дебют на "Музикалните награди 2001 на Форте". Един от безспорните хитове на групата е „Миг от приказка“, който остава рекордно седем седмици на първо място в "Българския топ 50".
През 2002 г. издават втория си албум – „Земен ангел“, който съдържа 9 песни, плюс ремикс на пилотния сингъл „Ваканция“. 
Последният им студиен запис в тази формация е през 2004г. и е съвместно с Бургаската дива Тони Димитрова. Песента се казва "Вярвай в мечтите" и добива широка популярност в  радиостанциите.
През този период изнасят множество концерти, като най-запомнящи ще останат съвместните с Блус брадърс в Бургас през 1999г и с Джон Лоутън от Юрая Хийп през 2004г в Каварна.

## След 2014
След 10-годишно затишие през март 2014 г. група „Фанданго“ издава третия си албум – „Както преди“, който се приема много добре и е номиниран за БГ албум на „Годишните музикални награди на БГ радио 2015“. Групата е в почти напълно обновен състав – фронтмен на групата си остава Христо Стефанов, а новите попълнения са китаристите Йордан Йорданов и Детелин Йосифов, на барабаните е Христо Коев, заменен по-късно от Симеон Попов. Албумът е записан във варненското студио на групата – DANN Studio.
През 2015 г. Фанданго записват рок – баладата „Пътувам“ със специалното участие на Силвия Миленова (Силви Милен), която е и съпруга на Христо Стефанов. Те представят за първи път песента в популярния песенен конкурс „Бургас и морето“.
През 2018 г. песента „Миг от приказка“ влиза в учебника по музика за 9ти клас на издателство „Анубис“.
През септември 2023 Фанданго участват във Фестивала за поп и рок музика "Sofia Song" с песента "Любовта" и получават престижната награда и статуетка на името на Петър Гюзелев.
През ноември 2023 Фанданго издават най-новия си албум "Като птиците". В него, като специален гост взима участие и Силви Милен, с която  записват песните  "Крила", "Пътувам", "Ваканция", "Там, където си ти" и др.